# Vitali Nosov
Vitali Jevgenjevitsj Nosov (Russisch: Виталий Евгеньевич Носов) (Moskou, 1 februari 1968), is een voormalig professionele basketbalspeler die speelde voor het nationale team van Rusland en het Gezamenlijk team. Hij heeft de onderscheiding gekregen van Meester in de sport van Rusland.

## Carrière
Nosov begon zijn profcarrière bij Avtodor Saratov in 1992. In 1993 stapte Nosov over naar Olimpija Ljubljana in Slovenië. Met die club won Nosov de Saporta Cup in 1994. Ook werd hij twee keer landskampioen van Slovenië in 1994 en 1995. In 1995 verliet Koedelin Olimpija en vertrok naar Dinamo Moskou. In 1996 keerde Nosov terug naar Olimpija Ljubljana. Nu werd Nosov een keer landskampioen van Slovenië in 1998. In 1998 vertrok Nosov naar CSKA Moskou. Met CSKA werd Nosov een keer landskampioen van Rusland in 1999. Ging in 1999 naar Griekenland bij Sporting Athens en Turkije bij Darüşşafaka SK en kwam in 2000 te spelen voor Chimki Oblast Moskou. In 2003 stopte Nosov met basketballen.
Na zijn carrière was Nosov assistent coach bij Chimki Oblast Moskou en Dinamo Moskou.

## Erelijst
- Landskampioen Rusland: 1
  - Winnaar: 1999
  - Tweede: 1996
- Kampioen van Slovenië: 3
  - Winnaar: 1994, 1995, 1998
- Saporta Cup: 1
  - Winnaar: 1994
- Wereldkampioenschap:
  - Zilver: 1994, 1998
- Europees kampioenschap:
  - Zilver: 1993
  - Brons: 1997